# Eunidia semirufa
Eunidia semirufa är en skalbaggsart som beskrevs av Aurivillius 1916. Eunidia semirufa ingår i släktet Eunidia och familjen långhorningar.
Artens utbredningsområde är Kenya. Inga underarter finns listade i Catalogue of Life.